# Сент-Илер-Фуассак
Сент-Иле́р-Фуасса́к (фр. Saint-Hilaire-Foissac, окс. Sent Alari Foissac) — коммуна во Франции, находится в регионе Лимузен. Департамент — Коррез. Входит в состав кантона Лапло. Округ коммуны — Тюль.
Код INSEE коммуны — 19208.
Коммуна расположена приблизительно в 400 км к югу от Парижа, в 90 км юго-восточнее Лиможа, в 30 км к востоку от Тюля.

## История
Во время Великой французской революции название коммуны изменялось на Фуассак-ла-Люзеж (фр. Foissac-la-Luzège) и Илер-ла-Люзеж (фр. Hilaire-la-Luzège).

## Население
Население коммуны на 2008 год составляло 212 человек.
| 1962 | 1968 | 1975 | 1982 | 1990 | 1999 | 2008 |
| ---- | ---- | ---- | ---- | ---- | ---- | ---- |
| 263  | 311  | 275  | 224  | 201  | 232  | 212  |

## Экономика

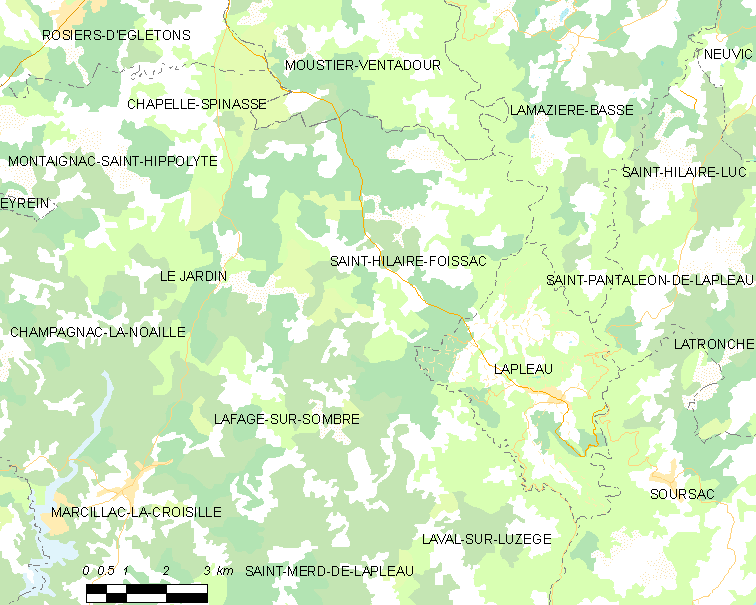
Карта коммуны

В 2007 году среди 122 человек в трудоспособном возрасте (15-64 лет) 88 были экономически активными, 34 — неактивными (показатель активности — 72,1 %, в 1999 году было 62,3 %). Из 88 активных работали 82 человека (46 мужчин и 36 женщин), безработных было 6 (2 мужчин и 4 женщины). Среди 34 неактивных 7 человек были учениками или студентами, 16 — пенсионерами, 11 были неактивными по другим причинам.

## Достопримечательности
- Церковь Сень-Илер-де-Пуатье (XII век). Памятник истории с 1975 года[3]